# Alan Smith (Fußballspieler, 1962)
Alan Martin Smith (* 21. November 1962 in Bromsgrove, England) ist ein ehemaliger englischer Fußballspieler, der vor allem für seine Zeit beim FC Arsenal bekannt wurde.

## Karriere
Der Stürmer begann seine Karriere beim Amateurverein FC Alvechurch, bevor er 1982 bei Leicester City zum Profifußballer wurde. Dort bildete er ein erfolgreiches Sturmduo mit Gary Lineker und traf in 206 Spielen 84 mal das Tor. Fünf Jahre später wechselte er für eine Ablösesumme von 850.000 £ zum FC Arsenal, wo er bis zu seinem Karriereende im Jahr 1995 spielte und in 324 Spielen 166 mal als Torschütze erfolgreich war.
Er war auch für die englische Nationalmannschaft aktiv, dort aber weit weniger erfolgreich als in seiner Vereinskarriere. Von 1988 bis 1992 schoss er in 13 Spielen zwei Tore.

## Erfolge
Alle in Diensten des FC Arsenal
Im Verein
- Englischer Meister: 1989, 1991
- Englischer Pokalsieger: 1993
- Englischer Ligapokalsieger: 1993
- Englischer Supercupsieger: 1991
- Europapokalsieger der Pokalsieger: 1994

Individuelle Auszeichnungen
- Torschützenkönig der Football League First Division: 1989, 1991

## Sonstiges
Derzeit übernimmt Smith zusammen mit Martin Tyler, Alan McInally, Clive Tyldesley und Andy Townsend jährlich die Rolle als einer der britischen Kommentatoren in der Videospiel-Reihe FIFA.